# Hilarimorpha desta
Hilarimorpha desta är en tvåvingeart som beskrevs av Webb 1974. Hilarimorpha desta ingår i släktet Hilarimorpha och familjen Hilarimorphidae.
Artens utbredningsområde är Indiana. Inga underarter finns listade i Catalogue of Life.